# 광양 최씨
광양 최씨(光陽崔氏)는 전라남도 광양시를 본관으로 하는 한국의 성씨이다. 

## 역사
시조(始祖) 최한영(崔漢英)의 아들 최산두(崔山斗, 1483년 ~ 1536년)가 1513년(중종 8) 별시문과에 급제하여 1514년 홍문관저작, 1516년 박사, 1517년 홍문관수찬·정언, 1518년 수찬, 보은현감, 1519년 이조정랑·장령·사인 등을 역임하였으나 기묘사화로 동복에 유배되었다가 1533년 풀려나온 뒤 벼슬에 나가지 않았다.

## 참고 자료
- “광양최씨(光陽崔氏)”. 뿌리를 찾아서.[깨진 링크(과거 내용 찾기)]